# Palaemnema domina
Palaemnema domina – gatunek ważki z rodziny Platystictidae. Występuje na terenie Ameryki Północnej – od południa USA (stan Arizona) przez Meksyk i dalej na południe po Nikaraguę.